# R. Kelly
Robert Sylvester Kelly "R. Kelly (Chicago, Illinois, 8 de gener de 1967 és un cantant, actor i compositor de hip-hop, pop i rhythm and blues estatunidenc. És més conegut per molts senzills com "Bump N' Grind", "Your Body's Callin'", "I Believe I Can Fly", "Gotham City", "Ignition (Remix)", "If I Could Turn Back the Hands of Time", "The World's Greatest", "I'm a Flirt (Remix)" i "Trapped in the Closet". El 1998, Kelly va guanyar tres premis Grammy per la cançó "I Believe I Can Fly". El seu estil diferent ha influït en altres músics i rapers.
Ha estat acusat de nombrosos casos d’abús sexual infantil, pornografia infantil, i fins i tot de casar-se amb una menor de forma il·legal. Al juny de 2022 finalment va ser condemnat a 30 anys de presó per càrrecs federals de RICO i tràfic sexual.

## Guardons
Nominacions
- 2000: Grammy al millor àlbum de R&B
- 2012: Grammy al millor àlbum de R&B
- 2013: Grammy al millor àlbum de R&B